# Rathaus (Neuses am Berg)

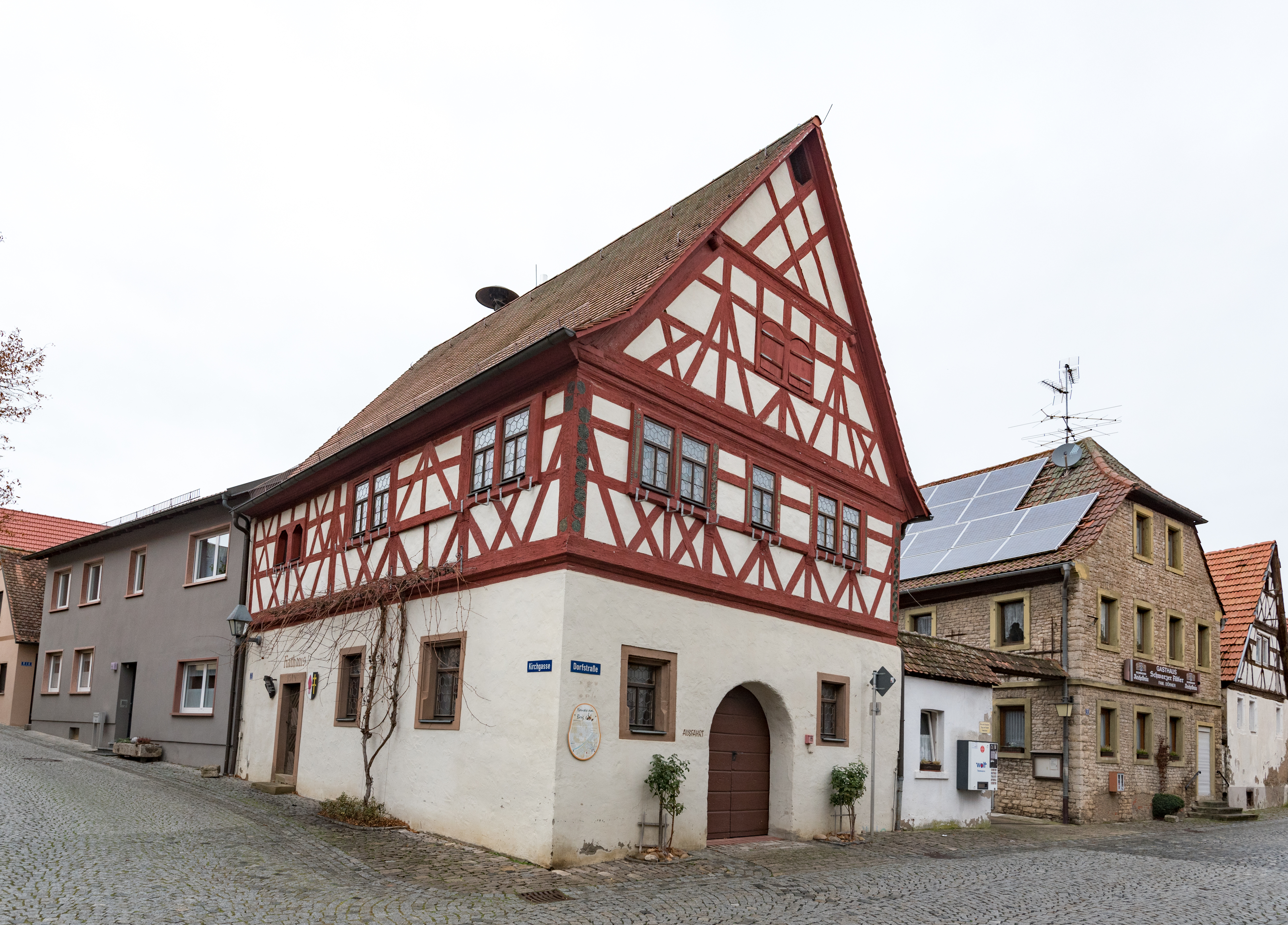
Das Rathaus in Neuses am Berg

Das Rathaus (Adresse Kirchgasse 2, früher Hausnummer 75) im unterfränkischen Neuses am Berg ist der ehemalige Sitz der Gemeindeverwaltung im heutigen Dettelbacher Ortsteil.

## Geschichte
Die Geschichte des Neuseser Rathauses ist eng mit der des Ortes verbunden. Im Mittelalter war das Dorf vielleicht Sitz eines Ministerialengeschlechts, das eine Burg am Ortsrand bewohnte. Später wurde Neuses ein Kondominatsort, in dem sowohl die Ansbacher Markgrafen, als auch das Hochstift Würzburg Rechte auf sich vereinen konnten. Insbesondere während der Reformation führte diese Konstellation zu Problemen, weil Markgraf Georg Friedrich I. die Reformation einführte.
Wahrscheinlich geht auf seine Initiative auch der Bau des Rathauses zurück, das den (zwei) Schultheißen und dem Gericht als fester Tagungsort diente. Fertiggestellt wurde das Haus im Jahr 1574, worauf eine Inschrift über einem der Türstürze hinweist. Zehn Jahre später erließ die Dorfherrschaft außerdem eine neue Ordnung, die das Zusammenleben in Neuses regeln sollte. Dabei geriet das Dorf im ausgehenden 16. und insbesondere im 17. Jahrhundert zwischen die Fronten der konfessionellen Auseinandersetzungen. Erst 1650 wurde ein Kompromiss geschlossen, der beide Grundherren zufriedenstellte.
Einen ausführlichen Einblick in das alltägliche Geschäft im Rathaus ermöglicht eine weitere Dorfordnung des 18. Jahrhunderts. Es wurde nicht ausschließlich für die Verwaltung des Dorfes herangezogen, stattdessen fanden hier auch größere Feierlichkeiten („Hoch-Zeiten“) und Versammlungen statt. Die Ordnung weist auf die richtigen Verhaltensregeln im Rathaus hin. So durfte man vor einem der beiden Schultheißen nur in Rock und Mantel erscheinen. Geregelt wurde auch der Beginn und das Ende von Feierlichkeiten und der Alkoholkonsum der Gäste.
Das Neuseser Rathaus blieb auch nach der Auflösung der Markgrafschaft und der Säkularisation des Hochstifts Sitz der Gemeindeverwaltung, die sich im 19. und 20. Jahrhundert zunehmend professionalisierte. Am 1. Mai 1978 wurde Neuses am Berg in die Stadt Dettelbach eingemeindet und verlor seine jahrhundertealte Selbstständigkeit. Das ehemalige Rathaus ist bis heute im Besitz der Gemeinde. Es wird vom Bayerischen Landesamt für Denkmalpflege als Baudenkmal geführt.

## Beschreibung
Das ehemalige Rathaus präsentiert sich als zweigeschossiger Renaissancebau mit Fachwerkobergeschoss. Es wurde giebelständig in Richtung der für die Ortsgeschichte bedeutsamen Dorfstraße errichtet und schließt mit einem Satteldach ab. Das Erdgeschoss des Hauses entstand in massiver Bauweise, wobei über den Natursteinen eine Putzschicht aufgebracht wurde. An der Giebelseite entstand ein Rundbogentor, um Naturalien anzuliefern. Das eigentliche Portal in der Kirchgasse ist mit der Jahreszahl 1574 bezeichnet (die ältere Literatur erwähnt die Zahl 1576).
Besondere Bedeutung hat das Fachwerk des Obergeschosses und des Giebeldreiecks. Es besitzt reich geschnitzte Ecksäulen, die mit farbigem Ornament verziert wurden. In ähnlicher Weise bearbeitete man auch die Fensterzonen an der Giebelseite, die außerdem leicht hervortreten. Einen Kragen täuschen dagegen die Fußstreben des Baus vor, die allerdings lediglich profiliert wurden. Das Fachwerk wird von schlichten Andreaskreuzen dominiert. Lediglich in der Giebelspitze sind doppelte, sich kreuzende, sparrenparallele Streben zu finden.